# قدامة بن جعفر
قُدامه بن جعفر (۸۸۸-۹۴۸م) ادیب و لغوی عربی بغدادی بود که به فقه، منطق، حساب، فلسفه نیز آشنایی داشت؛ اما از برای برجستگی‌اش در علم لغت، ادبیات، بلاغت و نقد شعر شهرت یافت. او مسیحی بود و نزد خلیفه مکتفی به اسلام گروید.

## آثار
- «الخراج و صناعة الکتابة»
- «نقد الشعر»
- کتاب جواهر الألفاظ
- کتاب السیاسة
- کتاب البلدان
- کتاب زهر الربیع فی الأخبار
- کتاب جلاء الحزن